# Amazophrynella gardai
Amazophrynella gardai — вид жаб родини ропухових (Bufonidae). Описаний у 2020 році.

## Етимологія
Вид названо на честь бразильського герпетолога, професора Адріана Антоніо Гарда з Федерального університету Ріо-Гранде-ду-Норте за його значний внесок у знання неотропічних жаб.

## Поширення
Ендемік Бразилії. Відомий лише у типовому місцезнаходженні — в муніципалітеті Обідуш у штаті Пара на півночі країни. Територія, де знайшли новий вид, характеризується як наносний ліс із дрібними деревами, з домінуванням пальм.

## Опис
Жаба має відносно великий розмір для роду: довжина самців 16,0–17,8 мм, самиць — 22,9–24,4 мм. Морда видовжена, загострена. Спина вкрита бородавками невеликого розміру із загостреними кінчиками. Черевна область з темно-коричневими плямами на білому тлі.